# 愛知県道368号豊川蒲郡線
愛知県道368号豊川蒲郡線（あいちけんどう368ごう とよかわがまごおりせん）は、愛知県豊川市御油町から蒲郡市蒲郡町に至る一般県道である。

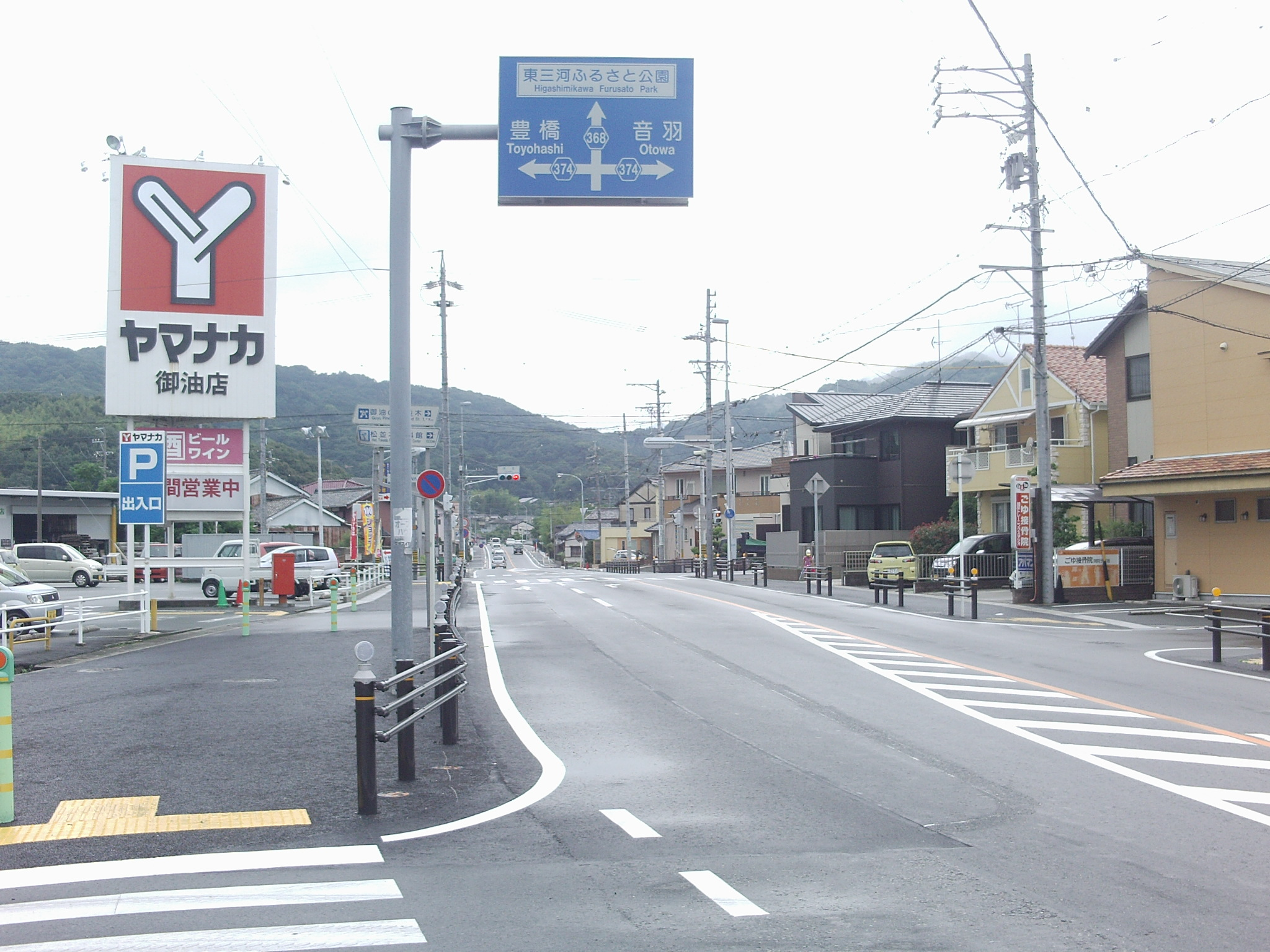
豊川市側（御油町）。県営都市公園東三河ふるさと公園へのアクセス道路となっている。

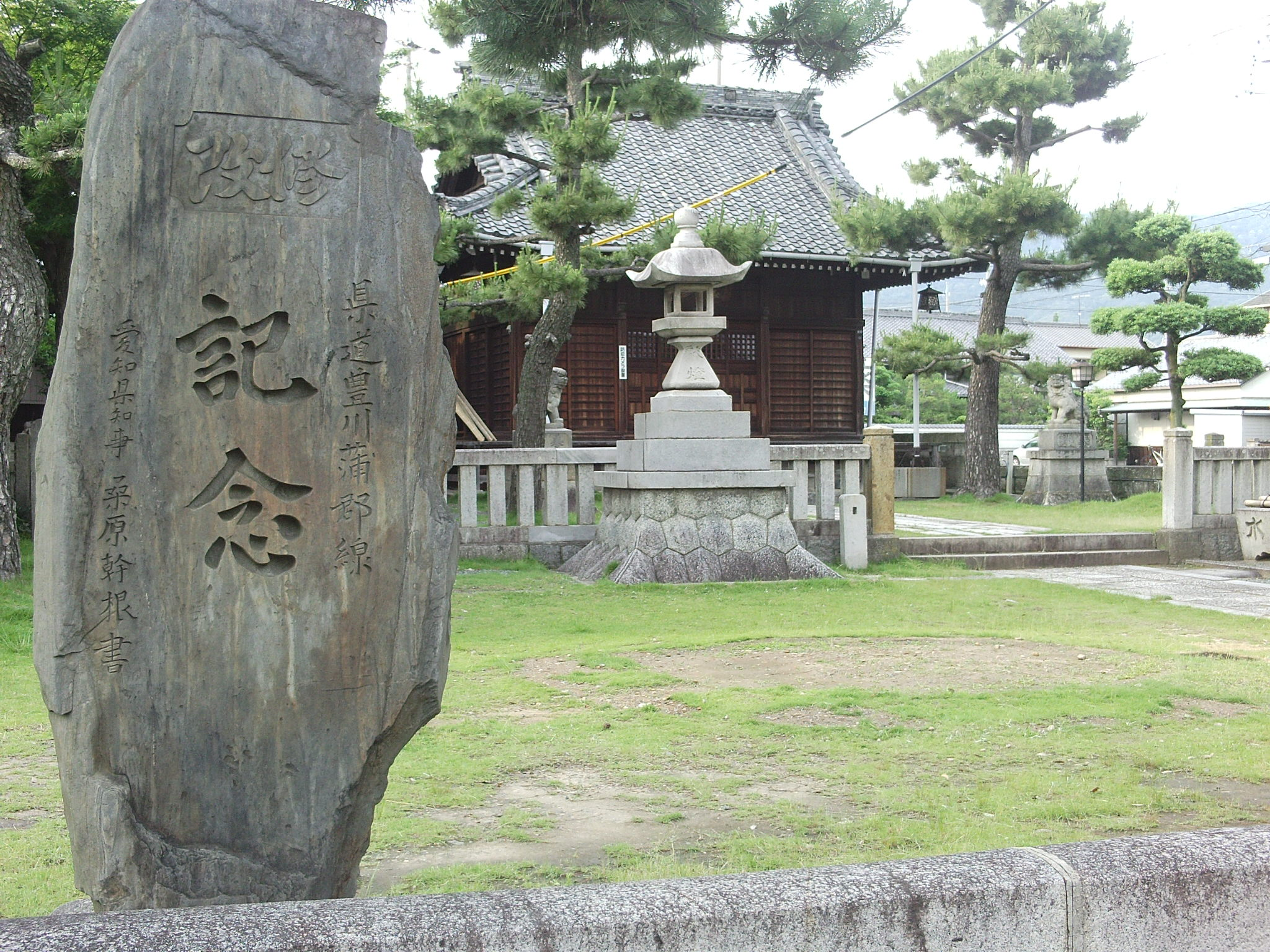
蒲郡市側。秋葉神社の境内に残る県道改修記念碑。かつては記念碑の前の道路が県道であったが、現在は県道の認定を外れている。

## 概要
この道路は途中、豊川市内の一部区間が未整備で、豊川市中心部から蒲郡市にこの道で自動車を使用して通り抜けることはできない。未整備区間にも道はあるが、特に御油町側は人が何とか歩ける程度のごく細い未舗装の急な坂道であり、道路管理者が標識により通行止めとしている。
起点の豊川市御油町は、住宅地となっており、多くの家が建ち並んでいる。坂道を上がっていくと、県営都市公園の東三河ふるさと公園が見えてくる。この道路は東三河ふるさと公園へのアクセス道路にもなっている。
ふるさと公園を過ぎると、すぐに通行止めとなる。ここから山を越えた御津町金野地区までは未完成で、整備工事は長い間行われていない。灰野坂（灰野峠）と呼ばれるこの区間には金野側に旧灰野集落の神社や寺があり軽自動車なら付近の市道経由で峠付近まで通行可能だが、地元住民がまれに通行する程度である。本来の県道ルートは麓側でも竹が蔓延り狭隘かつ2023年には崩落が発生、一方の峠側は防獣フェンスで遮断され歩行者や軽車両でも通行困難となっている。
御津町の金野地区では為当町から通じて実質的に一本化している愛知県道373号金野豊川線と合流する。合流点の西寄りで名豊道路の御津金野ICがある。山の中の道を走り、国坂峠を越える。ここには五井山への登山口があり、頂上まで車で行くことができる。
ここから蒲郡市に入り、坂道を下ってしばらく走ると田畑や民家が見えてくる。国道247号（中央バイパス）と交差した後、豊岡町内で右に折れて民家や商店が並ぶ道を西へ走り、東海道新幹線を斜めにくぐると蒲郡市の市街地に入って、国道473号が南北に走る堀込交差点に到着する。ここから先は市道となるが、蒲郡市街地の北方を直進のみで愛知県道323号芦谷蒲郡線交点に達することができる。

### 路線データ
- 起点：愛知県豊川市御油町（追分交差点）
- 終点：愛知県蒲郡市堀込町（堀込交差点）
- 総延長：約11.6km（未整備区間及び御津金野IC連絡路0.2㎞を含む）
  - 豊川市御油町行力 - 御油町遠見山：約1.5㎞
  - 未整備区間：約2.2㎞ - 特に御油町側が屈曲多し
  - 豊川市御津町金野岩本 - 蒲郡市堀込町：約7.7㎞

## 沿革
- 1959年12月15日 認定
- 1973年3月 起点で接続する県道5号の追分跨線橋経由への切替えに伴い現在の起点に変更
- 2023年11月 国道23号蒲郡バイパス延伸工事進捗に伴い、国坂峠付近豊川市側の経路をトンネル坑口上方に付替え
- 2025年3月 国道23号蒲郡バイパス御津金野IC開設に伴い周辺の拡幅2車線化完成、同IC連絡路付近 - 国坂峠付近の新設ルート開通

## 別名
- 国坂街道（蒲郡市）

## 通過する自治体
- 愛知県
  - 豊川市
  - 蒲郡市

## 交差・接続する道路
- 愛知県道5号国府馬場線（追分交差点・直進）
- 国道1号（同・交差）
- 愛知県道374号長沢国府線（行力交差点）

この間に未完成区間及び幅員狭小箇所あり
- 愛知県道373号金野豊川線（御津町金野岩本：368号起点より約3.7km）
- 国道23号（蒲郡バイパス）（御津金野IC：御津町金野石田から連絡路）
- 愛知県道525号蒲郡環状線（三河湾スカイライン：五井町国坂 五井IC）
- 国道247号（中央バイパス：豊岡平田門交差点）
- 愛知県道371号豊岡三谷港線（白山神社西交差点）
- 国道473号（三河湾オレンジロード：堀込交差点・交差）
- 蒲郡市道新井町中央本町1号線（同・直進）

## 沿線
- 豊川消防署 西分署
- ヤマナカ 御油店
- 音羽川（御油大橋）
- 東三河ふるさと公園
- 灰野峠（標高138m）：御津町側のみアクセス可
- みとゴルフ倶楽部
- 御津川（国坂橋）
- 国坂峠（標高205m）
- とよおか湖公園
- 力川（白山橋）
- クスリのアオキ 豊岡店
- 落合川（田城橋）
- 蒲郡市立竹島小学校